# Háfrónska
Háfrónska eller høj-islandsk er et kunstsprog skabt af belgieren Jozef Braekmans ved at forsøge at fjerne alle låneord fra moderne islandsk og i stedet erstatte dem med neologismer, altså nydannede ord.
Folkene bag háfrónska forsøger at skabe et ultrapuristisk, metaforisk og arkaisk islandsk. Målet er at lave en slags symbolsk tilflugt for de islændere, som ikke bryder sig om, at moderne islandsk har optaget en mængde fremmedord, og som vil tale et islandsk som lyder så middelalderligt og rent som muligt.
Háfrónska er i essens et projekt drevet af en lille gruppe ildsjæle og har ingen officiel status eller større udbredelse i Island, men det har dog opnået en del opmærksomhed i de islandske medier, særligt i sådanne som beskæftiger sig med sprog. 

## Navn og symbolik
Navnet háfrónska blev dannet efter høgnorsk, "højnorsk", der er en konservativ form af nynorsk, idet andetleddet frónska stammer fra frón – et poetisk navn for Island, der forekommer i Snorres Edda som en betegnelse for "jorden". Jozef Braekmans anvendte først navnet offentligt d. 23. november 2003 på nyhedsgruppen is.islenska; indtil da havde han i stedet omtalt sit projekt som bare frónska eller "hyper-islandsk".
Braekmans har skabt en masse symbolik omkring sproget, som det ofte er tilfældet med kunstsprog. De primære symboler er livskraftens armerede æg (Brynfjöregg), det ubesmittede bjergbarn (hið slettulausa fjallbarn) , Thorslandsflaget (Þórfrónsvé) og neologismedigterhatten (nýyrðaskáldshúfa).
"Brynjeægget" symboliserer beskyttelsen af det islandske sprog udefra og henviser til et kendt motiv fra islandske eventyr, hvor man kan besejre trolde, kæmper og deslige ved at finde deres "livs-æg" (fjöregg) og kaste det mod dem, så det rammer dem i hovedet. Bjergbarnet henviser til "Fjeldkonen", en personifikation af det islandske folk. Thorslandsflaget er et alternativt islandsk flag med de samme tre farver, blot opsat i en stiliseret thorshammer i stedet for et kristent kors. Neologismedigterhatten er et symbol på den kreativitet, hvorved det islandske sprog skal værges mod indflydelse fra fremmede sprog.

## Historisk forløb
Projektets grundlægger er Jozef Braekmans from Lier i Belgien, der i háfrónska-sammenhæng også går under aliasset "Timbur-Helgi Hermannsson". Han begyndte háfrónska som et enmandsprojekt i 1992 ved at kreere "indfødte" islandske neologismer som erstatning for de tillempede låneord, der er blevet en integreret del af det islandske sprog og for hvilke der ikke gaves nogen rent islandske erstatninger. I 1998 begyndte han at bruge internettet og især usenet til at udbrede kendskabet til sit arbejde, og i 2000 oprettede han hjemmesiden Nýyrðasmiðja Málþvottahús (neologismesmedjen "Sprogrenseriet"). Af frygt for, at ingen af hans neologismer skulle vinde indpas hos den generelle befolkning, bestemte han sig for at lave en mindre stringent version af háfrónska, hvor et minimum af fremmed indflydelse kunne accepteres, som lanceredes under navnet 'Miðstöð Háfrónska Tungumálsins', dvs. "Højislandsk sprogcenter" (2005). Timbur-Helgi havde på dette tidspunkt gjort sig selv og sit livsværk ret upopulære på nyhedsgruppen is.islenska, og han overlod derfor projektet til sin efterfølger Pétur Þorsteinsson – islænding og fungerende præst i Óháði Söfnuðurinn (Det uafhængige sogn) i Reykjavík – og et par andre nýyrðaskáld (neologismedigtere). Pétur Þorsteinsson er bevægelsens nuværende leder.
Projektet har i den seneste tid opnået en vis, mindre mediedækning i Island — især ved at flere af dets neologismeforslag er blevet taget op af et islandsk radioprogram om sprog. Det er dog kun en lille skare, der viderefører Braekmans arbejde, og den stedlige sprogvidenskab har indtil videre ikke publiceret om emnet.

## Ultrapurisme
Háfrónska betoner især ‘málgjörhreinsun’ (ultrapurismen), hvilket i praksis betyder, at man danner nye, islandske erstatninger for mange ord af fremmed oprindelse, selv egennavne, geografiske navne og navne på fysiske stoffer. I denne proces benytter man især kenninger – et sprogligt træk kendt fra oldnordisk litteratur – fx beinstál (ben-stål, dvs. kalcium), surtsgull (guldet fra Surt, jætten fra den brændende verden Muspelheim, dvs. svovl), haðarrúnir (runerne fra Høder, den blinde gud, dvs. braille), þórsilmur (de dejlige dufte fra Thor, dvs. ozon), ginnungahvellur (dvs. big bang, efter ‘ginnungagap’, det store og tomme rum i tidens begyndelse, idet præfikset ‘ginnunga-‘ betyder både ‘storhed’ og ‘tidens begyndelse’).

## Eksempler påháfrónska

### Egennavne
- Genghis Khan bliver til Gulserkja-Atli, dvs. Atilla fra de ‘gule muhamedanere’
- Helmut Kohl bliver til Heilmóður kol
- Juan Carlos bliver til Jón Karl
- Lech Wałęsa bliver til Læsir. Navnet Læsir opgives i Íslensk Orðsifjabók (Islandsk etymologisk ordbog) som navnet på et polsk folkefærd og det heraf afledte mandsnavn.
- Josef Stalin bliver til Timbur-Helgi Stálmaður ("Tømrer-Helgen Stålmand"), idet "Tømrer-Helgen" henviser til det bibelske navn "Josef", medens "Stålmand" svarer til det russiske Stalin, der betyder ‘mand af stål’.
- Columbus bliver til Vængfreður ("Vingefred"), idet navnet Columbus oprindeligt betyder "due", et symbol på fred.
- George Bush bliver til Yrkir Buski.

### Geografiske navne
- Andeldland (anti-tierra del fuego), axlarríki (skulder-staten; staten ved en af verdenens skuldre; Alaska)
- Bryngyðjuborg (byen fra den pansrede gudinde; Athen)
- Gnæfagnípur (de dominerende spidser; Himalaya)
- Leðjuhólmur (fra det latinske navn Lutetia, den mudrede (leðja, latin lutum, det lyder som det islandske ord, men det er ikke beslægtet med det) ø (hólmur); Paris)
- Leggskófjöll (støvlebjerget; Appenninerne)
- Sjöhæðir (Syv-Høje; Rom)
- Yrmildaland (larve-land, silkelandet; Kina)

### Navne på kemikalier
- áttkolungur/áttkolung (oktan)
- kolsúrt beinstál (kul-syre ben-stål, kalciumkarbonat)
- mýraloftsrokroði (mýraloft = mose-gas, metan + rokroði (flygtig rød, brom), metylenbrom)
- sexátloftsáablý (uran seksfluorid: sex ‘seks’, átloft (den ætsende gas, fluor er den mest fortærende af gasserne; áablý (forfader-bly), som bliver brugt til uran. (Selv om thorium-232 også er en moderisotop, er navnet áablý reserveret for uran, eftersom Uranus var den første mand og forfader til alle goder i den græske mytologi)

### Anti-låneord
- Dansk: gasmaske – Háfrónska: andarsáld (ånde-si)
- Dansk: sulte-strejke – Háfrónska: kröfusvelti (protest-sult)
- Dansk: enhjørning (en-horn; de aller fleste af verdens sprog bruger sammensætninger med ‘en’ og ‘horn’) – Háfrónska: geirfákur (spyd-hingst)

### Endog meget almindelige og gamle låneord oversættes
| Dansk                            | Islandsk                                | Háfrónska |
| -------------------------------- | --------------------------------------- | --- |
| krone, at krone, kroning, kronet | krúna/króna, að krýna, krýning, krýndur | kringja, að kringja, kringing, kringdur (det islandske ord ‘kringur’ er beslægtet med det tyske ord ‘kranz’)                                          |
| violin                           | fiðla                                   | strokharpa |
| gevær                            | byssa                                   | laufi (navnet på sværdet som tilhørte helten Böðvar Bjarki i Landnámabók). Dette ord betød engang gevær, men betydningen er nu forældet på islandsk.) |
| laurbær                          | lárviður                                | lofviður (lof = ros) |
| lilje                            | lilja                                   | leykla (fra laukur), laukblóm |
| olie                             | olía                                    | eldvi (et ord som ligner den græske ord ‘elaion’ der stammer fra ‘eldur’)                                                                             |
| papir                            | Pappír                                  | bleðmi (blað + beðmi (cellulose), papir består hovedsagelig af cellulose)                                                                             |
| pibe                             | pípa                                    | (reyk)horn (ryge)horn |
| plov                             | plógur, arður                           | arður (kun) |
| rose                             | rós                                     | ástblóm (kærligheds-blomst) |
| sæbe                             | sápa                                    | þvol (det oprindelige ord (har overlevet på svensk (tvål))                                                                                            |
| tobak                            | tóbak                                   | reyklauf (røg-blade) |

## Ekstern henvisning
- Høj-islandsk sprogcenter Arkiveret 29. marts 2010 hos  Wayback Machine